# Slayn
Slayn (スレイン?) è un personaggio immaginario, protagonista del franchise giapponese Record of Lodoss War, ideato da Ryō Mizuno. Slayn è uno dei protagonisti della serie OAV Record of Lodoss War e della prima parte della serie Record of Lodoss War: La saga dei cavalieri. In Legend of Crystania invece non compare affatto.

## Il personaggio
Slayn è un potente mago amico di vecchia data del nano Ghim che abita nei pressi del villaggio di Parn. Per varie ragioni si unisce alla missione del gruppo di Parn, non ultima l'aver intuito il potenziale del giovane cavaliere. Nonostante abbia dimestichezza con incantesimi di grande potenza e sia un veterano di missioni nell'isola di Lodoss, il potenziale magico di Slayn non è ancora del tutto sviluppato e man mano che la storia andrà avanti diverrà sempre più potente. Alla fine della storia Slayn sposerà Lelia e con lei vivrà presso il Castello Roid di Valis, lavorando come insegnante di magia.

## Doppiatori
In Record of Lodoss War, Slayn è doppiato in giapponese da Hideyuki Tanaka, in inglese da Al Muscari, in italiano da Marco Balzarotti, in francese da Bernard Jung, in Spagnolo da Paco Gazques ed in tedesco da Jaques beuer.